# 戈羅季西卡 (羅加京區)
49°22′40″N 24°49′12″E / 49.37778°N 24.82000°E
戈羅季西卡（烏克蘭語：Городиська），是烏克蘭西部的村莊，隸屬伊萬諾-弗蘭科夫斯克州的伊萬諾-弗蘭科夫斯克區。該村面積3.63平方公里，2024年人口102，人口密度每平方公里39.9人。